# Baby Jane
Singles de Rod Stewart
Tora, Tora, Tora (Out with the Boys)
(1982) What Am I Gonna Do (I'm So in Love with You) (en)
(1983)
Baby Jane est une chanson interprétée par le chanteur britannique Rod Stewart qu'il a écrite et composée avec Jay Davis. Sortie en single le 27 mai 1983, elle est extraite de l'album Body Wishes.
C'est un succès international qui se classe en tête des ventes dans plusieurs pays.

## Classements hebdomadaires
| Classement (1983)                      | Meilleure position |
| -------------------------------------- | ------------------ |
| Afrique du Sud (Springbok Radio)       | 1                  |
| Allemagne (GfK Entertainment)          | 1                  |
| Australie (Kent Music Report)          | 10                 |
| Autriche (Ö3 Austria Top 40)           | 3                  |
| Belgique (Flandre Ultratop 50 Singles) | 1                  |
| Canada (RPM 100 Singles)               | 13                 |
| Espagne (AFYVE)                        | 1                  |
| États-Unis (Billboard Hot 100)         | 14                 |
| Europe (Eurochart Hot 100)             | 1                  |
| France (IFOP)                          | 2                  |
| Irlande (IRMA)                         | 1                  |
| Italie (FIMI)                          | 15                 |
| Norvège (VG-lista)                     | 10                 |
| Nouvelle-Zélande (RMNZ)                | 14                 |
| Pays-Bas (Nederlandse Top 40)          | 6                  |
| Pays-Bas (Single Top 100)              | 9                  |
| Royaume-Uni (UK Singles Chart)         | 1                  |
| Suède (Sverigetopplistan)              | 3                  |
| Suisse (Schweizer Hitparade)           | 2                  |

## Certifications
| Pays              | Certification | Unités certifiées |
| ----------------- | ------------- | ----------------- |
| France (SNEP)     | Or            | 500 000           |
| Royaume-Uni (BPI) | Argent        | 250 000           |